# Алексей Судаев
Алексей Судаев е съветски оръжеен конструктор.

## Биография
Роден е на 23 август 1912 година в град Алатир (Чувашия). Баща му Иван Судаев умира рано, когато Алексей е на 12 години и майка му отглежда него и двете му сестри сама. През 1929 година Судаев завършва професионално училище и работи като шлосер. През 1932 година завършва строителен техникум и работи като техник в транспорта. През този период прави и първите си изобретения.
От есента на 1934 година служи в РККА в железопътните войски и започва да се интересува от оръжията. След армията постъпва в институт в град Горки (сега Нижнегородски държавен технически университет), където учи от 1936 до 1938 година, след което се прехвърля в Артилерийска академия „Ф. Дзерджински“. Дипломната му работа е ръчна картечница 7,62 мм.

## Конструктор
След завършването на артилерийската академия получава званието военен инженер трети ранг и като първо практическо задание разработва зенитна установка, която да е проста по конструкция и лесна за производство. В началото на Втората световна война тя започва да се произвежда в Москва с налични материали.
След това Судаев преминава към разработка на стрелково оръжие и през 1942 година предава за полигонни изпитания своя картечен пистолет ППС-42, а след някои доработки и ППС-43. Той не отстъпва по бойни характеристики на картечния пистолет ППД-34 на Дегтярьов и ППШ-41 на Шпагин, а в същото време е по-лек от тях с 1,7 – 1,8 килограма, изиска 2 пъти по-малко метал и 3 пъти по-малко труд. На 28 юли 1942 година картечният пистолет е приет на въоръжение и е решено да се произвежда в намиращия се под блокада Ленинград. От края на 1942 до юни 1943 година Алексей Судаев работи в блокадния Ленинград. Судаев лично наблюдава процеса на производството на картечните пистолети и подобрява конструкцията. За 1943 година са произведени 46 572 автомата. Общо по време на войната и след това са произведени около половин милион броя и често е определян като най-добрия картечен пистолет на Втората световна война.
През последната година от живота си Судаев и други конструктори работят за създаването на първите съветски автомати с промеждутъчен патрон, които заменят картечните пистолети. Судаев разработва перспективния модел АС-44. Той не успява да завърши работата и умира, ненавършил 34 години, на 17 август 1946 г.